# Kamysty (obwód kustanajski)
Kamysty (kaz. Қамысты, ros. Камысты) – wieś w Kazachstanie, w obwodzie kustanajskim, ośrodek administracyjny rejonu kamystyńskiego. W 2009 liczyła 5344 mieszkańców.